# Kannabateomys amblyonyx
Kannabateomys amblyonyx е вид бозайник от семейство Бодливи плъхове (Echimyidae), единствен представител на род Kannabateomys.

## Разпространение
Видът е разпространен в Аржентина, Бразилия и Парагвай.